# Wohlsdorf (Scheeßel)
Wohlsdorf è una frazione (Ortsteil) del comune di Scheeßel, nel land della Bassa Sassonia, in Germania.

## Storia
Già comune autonomo nel circondario di Rotenburg an der Wümme, fu soppresso e incorporato a Scheeßel il 1º marzo 1974.
| Controllo di autorità | J9U (EN, HE) 987007465768605171 |